# Список війн XXI століття
|  | Службовий список статей, створений для координації робіт з розвитку теми. Це попередження не встановлюється на інформаційні списки і глосарії. |

## 2001—2010
- Війна проти тероризму
- Війна в Іраку (2003—2011)
- Війна в Афганістані (2001—2021)
- Друга російсько-чеченська війна
- Конфлікт у Республіці Македонія (2001)
- Російсько-грузинська війна (2008)
- Конфлікт у Південній Сербії (2000—2001)

## 2011—2025
- Перша громадянська війна у Лівії
- Громадянська війна в Сирії (з 2011)
- Операція Лінда Нчі
- Війна в Малі
- Прикордонний конфлікт між Суданом та Південним Суданом
- Конфлікт у Північному Ківу
- Конфлікт в Центральноафриканській Республіці
- Російсько-українська війна (з 2014) (Війна на сході України (з 2014), переросла у повномасштабне військове вторгнення в лютому 2022 року)
- Збройний конфлікт в Ємені (2014—2015)
- Інтервенція Саудівської Аравії та її союзників у Ємен (з 2015)
- Інтервенція Росії в Сирію (з 2015)
- Військова операція проти Ісламської держави
- Чотириденна війна (2016)
- Друга карабаська війна (2020)
- Збройний конфлікт у Тиграї
- Громадянська війна в М'янмі (з 2021)
- Вірмено-азербайджанський прикордонний конфлікт (з травня 2021)
- Російське вторгнення в Україну (2022) — повномасштабна фаза війни, що розпочалась як «гібридна» в 2014 році
- Конфлікт у Судані (2023)
- Вторгнення Хамасу в Ізраїль (2023)